# Parlatoria ziziphi
La cocciniglia nera degli agrumi (Parlatoria ziziphi (Lucas, 1853)) è un insetto  dell'ordine dei Rincoti appartenente alla famiglia Diaspididae.
Di origine asiatica, vive sugli agrumi (specialmente sul mandarino). Infesta oltre alle foglie e ai rami anche i frutti.
L'epiteto specifico pare sia stato dato per errore perché non la si trova su Ziziphus.

## Morfologia
Il follicolo femminile ha una forma allungata ovale delle dimensioni di 2 mm di lunghezza e di 1 mm di larghezza, di colore nero lucente con la parte posteriore biancastra. Il follicolo maschile è di colore bianco e presenta la spoglia larvale di colore nero.

## Biologia
Può dare origine da 3 fino a 5 generazioni all'anno negli ambienti più favorevoli. Sverna grazie alle femmine, con le uova già deposte. Questa specie non è molto prolifica, in genere ogni femmina può deporre circa una ventina di uova, che andranno a schiudersi all'inizio della primavera.